# Carícia (álbum)
Carícia é o primeiro álbum de estúdio da cantora brasileira Sílvia Telles, lançado em 1957 pela gravadora Odeon. A canção "Foi a Noite", que já tinha sido gravada pela cantora em um 78rpm, recebe novo arranjo para o álbum. "Tu e Eu" tem a participação do cantor Lúcio Alves.

## Faixas
| N.º | Título                          | Música                            | Duração |  |
| 1.  | "Por Causa de Você"             | Tom Jobim / Dolores Duran         | 3:40    |  |
| 2.  | "Sucedeu Assim"                 | Tom Jobim / Marino Pinto          | 2:54    |  |
| 3.  | "Tu e Eu"                       | Altamiro Carrilho / Armando Nunes | 3:11    |  |
| 4.  | "Se Todos Fossem Iguais a Você" | Tom Jobim / Vinicius de Moraes    | 3:38    |  |
| 5.  | "Canção da Volta"               | Ismael Netto / Antônio Maria      | 3:56    |  |
| 6.  | "Chove Lá Fora"                 | Tito Madi                         | 2:36    |  |
| 7.  | "Duas Contas"                   | Garoto                            | 2:57    |  |
| 8.  | "Foi a Noite"                   | Tom Jobim / Newton Mendonça       | 2:43    |  |